# Eochrois
Eochrois é um gênero de traça pertencente à família Agonoxenidae.